# William Feller
William "Vilim" Feller, geboren als Vilibald Srećko Feller, genannt Willy Feller, (* 7. Juli 1906 in Zagreb; † 14. Januar 1970 in New York City) war ein jugoslawisch-US-amerikanischer Mathematiker mit besonderen Verdiensten auf dem Gebiet der Wahrscheinlichkeitstheorie.

## Leben
Feller begann sein Mathematikstudium an der Universität Zagreb, das er 1925 in Göttingen fortsetzte, wo er bei David Hilbert und Richard Courant studierte und 1926 bei Courant promoviert wurde. 1928 nahm er eine Stelle als Dozent an der Universität Kiel an, floh aber wegen seiner jüdischen Herkunft 1933 vor den Nationalsozialisten aus Deutschland. Nach Stationen in Kopenhagen (bei Harald Bohr) und Stockholm (bei Harald Cramér) gelangte er 1939 mit seiner Frau Clara Mary Nielsen, die er 1938 geheiratet hatte, in die USA, deren Staatsbürger er 1944 wurde. Er ging zunächst 1939 an die Brown University und 1944 (als Kollege von Mark Kac) an die Columbia University. 1950 wurde er an die Princeton University berufen.
Feller veröffentlichte viele Arbeiten zu verschiedenen Themenbereichen der Mathematik. Mehrere Theoreme aus dem Bereich der Wahrscheinlichkeitstheorie tragen seinen Namen. Erfolgreiche Beiträge leistete er zu stochastischen Diffusionsprozessen. Außerdem war er Mitglied in der Royal Statistical Society und Präsident des Institute of Mathematical Statistics. Feller gab mit Otto Neugebauer 1934 bis 1938 das Zentralblatt für Mathematik heraus, das beide 1934 nach Kopenhagen verlagerten. 1939 war er mit Neugebauer, der ebenfalls zur Brown University ging, einer der Gründerväter der Mathematical Reviews und deren erster Chefredakteur.
Sein Hauptwerk ist das zweibändige Lehrbuch An Introduction to Probability Theory and Its Applications, das auch heute noch zitiert wird und zu den besten mathematischen Lehrbüchern des 20. Jahrhunderts zählt.

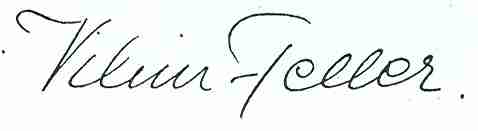
Unterschrift Fellers

Feller war Mitglied der US-amerikanischen Academy of Arts and Sciences (1958), der National Academy of Sciences (1960) und der American Philosophical Society (1966). 1959 erhielt er die National Medal of Science. 1950 hielt er eine Invited Lecture auf dem Internationalen Mathematikerkongress (ICM) in Cambridge (Massachusetts) (Some recent trends in the mathematical theory of diffusion) und 1958 einen Plenarvortrag auf dem ICM in Edinburgh (Some new connections between probability and classical analysis).

## Nach ihm benannte Aussagen und Objekte
- Feller-Prozess: spezieller stochastischer Prozess
- Feller-Lévy-Bedingung: Bedingung, unter der aus den zentralen Grenzwertsatz die Lindeberg-Bedingung folgt
- Satz von Feller: eine Implikation in der Äquivalenz des zentralen Grenzwertsatzes von Lindeberg-Feller
- Feller-Halbgruppe

## Schriften
- Über den zentralen Grenzwertsatz der Wahrscheinlichkeitsrechnung. In: K. Knopp (Hrsg.): Mathematische Zeitschrift. Nr. 40. Julius Springer, Berlin 1936, S. 521 ff. (uni-goettingen.de).
- An introduction to probability theory and its applications (= Wiley Series in Probability and Statistics. Band 2). 2. Auflage. Wiley, New York 1971, ISBN 0-471-25709-5.
- An introduction to probability theory and its applications (= Wiley Series in Probability and Statistics. Band 1). 3., überarbeitete Auflage. J. Wiley, New York/Chichester/Brisbane [etc.] 1968, ISBN 0-471-25708-7.